# 등정주의
등정주의(登頂主義) 또는 피크 헌팅(peak hunting)은 등산 시에 정상 등정만을 목표로 하는 태도나 의식을 뜻하며, 등로주의와는 반대되는 개념이다.

## 같이 보기
- 등로주의